# Datu Unsay
Datu Unsay ist eine philippinische Stadtgemeinde in der Provinz Maguindanao del Sur. 
Datu Unsay wurde aus Baranggays, die zuvor zur Stadtgemeinde Shariff Aguak gehörten, gebildet.

## Baranggays
Datu Unsay ist politisch in neun Baranggays unterteilt.
- Iganagampong
- Bulayan
- Macalag
- Maitumaig
- Meta
- Pamalian
- Panangeti
- Pikeg
- Tuntungan